# Evolution (Tony MacAlpine)
Evolution è il settimo album in studio da solista del chitarrista statunitense Tony MacAlpine, pubblicato nel 1995.
Vi hanno collaborato tra gli altri Mike Terrana (batteria) e Tony Franklin (basso).

## Tracce
Tutte le tracce sono composte da Tony MacAlpine tranne dove indicato.
1. The Sage – 4:48
2. Oversea Evolution – 4:49
3. Eccentrist – 5:51
4. Time Table – 6:20
5. Seville – 6:05
6. Futurism – 5:13
7. Etude H5/Opus №10 (Frédéric Chopin) – 1:45
8. Powerfield – 4:18
9. Plastic People – 4:20
10. Sinfonia – 5:35
11. Astarias KV467№21 (Wolfgang Amadeus Mozart) – 5:32